# Мария Реститута
Мария Реститута Кафка (на немски: Maria Restituta Kafka) родена като Хелена Кафкова (на чешки: Helena Kafková) е австрийска монахиня от чешки произход и сестра от Францисканските сестри на християнската благотворителност (Sorores Franciscanae a Caritate Christiana). Екзекутирана от правителството на управляваната от нацистите Австрия, тя е обявена за мъченица и беатифицирана (обявена за блажена) от Католическата църква.

## Биография
Родена е като Хелена Кафкова в Хусовице (тогава част от Австро-Унгария, днес част от Бърно в Чехия) на 1 май 1894 г. като шесто дете на АНтон Кафка, обущар, и неговата съпруга Мария. Когато е на 2 години семейството ѝ се премества в квартала Бригитенау на Виена, имперската столица и дом на чешката мигрантска общност. След като пораства започва работа първоначално като домашна прислужница, а след това като продавачка в магазин за тютюн. През 1913 г. става сестра в общинската болница в квартал Лейнц в града.
Докато работи като сестра Кафка среща членове на Францисканските сестри на християнската благотворителност (на немски: Franziskanerinnen von der christlichen Liebe) и влиза в тяхната конгрегация през 1914, когато става на 20 години. Получава религиозното име Мария Реститута на името на Реститута, християнска мъченица от 4 век. След като завършва обучението си за монахиня (новициат) и даването на обикновени обети в конгрегацията, тя се завръща на работа в болницата Лейнц, където остава до 1919 г. Докато работи там активно разпространява методите на холистичната медицина.
През 1919 г., след Първата световна война, Кафка е прехвърлена в болница в град Мьодлинг, където впоследствие става главна хирургическа сестра.

### Конфликт и мъченичество
Болницата Мьодлинг не е пощадена от ефекта на Аншлуса от 1938 г., в който Германия анексира Австрия. Кафка издига глас срещу режима, който незабавно прилага Нюрнбергските закони, създадени от нацистката партия в Германия при идването ѝ на власт. Виенчани не може да я накарат да млъкне, казва тя. Когато е създадено ново крило на болницата Кафка запазва традиционната католическа практика и поставя кръст във всяка стая. Нацистките власти настояват кръстовете да бъдат свалени, заплашвайки я с уволнение, но тя отказва. Разпятията не са премахнати, нито Кафка, тъй като францисканската общност казва, че не може да я замени.
Кафка продължава откритата си критика срещу нацисткото правителство и няколко години по-късно е осъдена от лекар, който силно подкрепя режима. На Пепеляна сряда 1942 (18 февруари същата година), докато излиза от операционния блок Кафка е арестувана от Гестапо и обвинена, че не само поставя разпятия, но също така диктува поеми, осмиващи Хитлер. На 29 октомври 1942 г. е осъдена на смърт чрез гилотиниране от Volksgerichtshof за „подкрепа на врага и конспирация за извършване на държавна измяна“. Властите ѝ предлагат да я освободят, ако напусне манастира, но тя отказва.

Когато молбата за помилване достига до Мартин Борман, началник на канцеларията на нацистката партия, той отговаря, че екзекуцията ѝ ще осигури „ефективно сплашване“ на други, които може да се опитат да се противопоставят на нацистите. Кафка престоява в затвора до края на дните си, където се грижи за другите затворници. През този период пише в писмо от затвора: 
Няма значение колко далече сме отделени от всичко, няма значение какво ни отнемат: вярата, която носим в сърцата си е нещо, което никой не може да ни отнеме. По този начин строим олтар в собствените си сърца.
Кафката е изпратена на гилотината на 30 март 1943 г. Тогава е на 48 години.

## Празник
На 21 юни 1998 г. по случай посещението на папа Йоан Павел II Кафка е беатифицирана от него. Тя е първата жена-мъченица от Виена.
Кафка единствената монахиня, която официално е осъдена на смърт от нацисткия режим, е почетена в Рим във вечерта на 4 март 2013 г. в базиликата Сан Бартоломео на остров Изола Тиберина с литургия, която е ръководена от кардинал Кристоф Шьонборн. По време на службата францисканските сестри на християнската благотворителност дават на базиликата малък кръст, който Кафка е носила на колана си. Реликвата е поставена в параклиса, където е мястото за спомен на мъчениците на Нацизма.
В чест на Кафка западната част на Вайпрехтгасе, линия минаваща пред болницата Мьодлинг е преименувана на Schwester-Maria-Restituta-Gasse (Сестра Мария Реститута). Също така има парк на нейно име в родното ѝ място Хусовице: Park Marie Restituty.